# 高谢尔第吉加达
高谢尔第吉加达 （英语：Ghosher Tikikata) 是孟加拉国巴里萨尔专区比罗杰布尔县的一个村庄, 位于孟加拉国西南地区